# وسط إيطاليا

وسط إيطاليا

وسط إيطاليا (بالإيطالية:Italia centrale) هي المنطقة الواقعة وسط إيطاليا وتتكون من المقاطعات الآتية:
- توسكانا
- لاتسيو
- أومبريا
- ماركي

و أكبر مدنها هي روما وهي عاصمة البلاد وهي مهد عصر النهضة والثقافة الإيطالية وتوجد بها العديد من المدن التي كانت مقاطعات مستقلة في العصور الوسطى.